# 岩本幸子
岩本 幸子（いわもと さちこ、1974年〈昭和49年〉3月20日 ‐ ）は、日本の元女優。前職は看護師であった。
愛知県出身。身長161センチメートル。
活動当時は劇団イキウメに所属。2003年に結成された同劇団に、結成時より参加していた。2016年6月、劇団イキウメならびに女優業を引退した。

## 出演

### 舞台
- 『ボッサ！世界担当』（イキウメ） 2003年
- 『ヘリコプター畑』（イキウメ） 2003年
- 『思慮深いモンスター』（イキウメ） 2004年
- 『窓際のベリーロール』（イキウメ）  2004年
- 『散歩する侵略者』（イキウメ） 2005年
- 『関数ドミノ』（イキウメ） 2005年
- 『はばかるな』（作：前川知大、演出：瀧川英次） 2005年
- 『Valencia』（作・演出：夏井孝裕） 2005年
- 『プレイヤー』（イキウメ） 2006年
- 『短篇集Vol.1-図書館的人生』（イキウメ） 2006年
- 『困惑』（作・演出：政岡泰志） 2006年
- 『二人の高利貸しの21世紀』（脚本：岡田利規、脚色・演出：前川知大） 2006年
- 『散歩する侵略者』（イキウメ） 2007年
- 『狂想のユニオン』（イキウメ） 2007年
- 『ぬけがら』（作：佃典彦、演出：寺十吾） 2007年
- 『図書館的人生vol.2 盾と矛』（イキウメ） 2008年
- 『表と裏と、その向こう』（イキウメ） 2008年
- 『眠りのともだち』（イキウメ） 2008年
- 『イキウメ試演会 I』（イキウメ） 2008年
- 『イキウメ試演会 II 煙の先』（イキウメ） 2008年
- 『ウラノス』（作：前川知大、演出：青木豪、青山円形劇場） 2008年
- 『関数ドミノ』（イキウメ） 2009年
- 『見えざるモノの生き残り』（イキウメ） 2009年
- 『イキウメ短編集』（NHKシアターコレクション） 2009年
- 『奇ッ怪〜小泉八雲から聞いた話〜』（作：小泉八雲、構成・脚本・演出：前川知大、世田谷パブリックシアター）2009年
- 『図書館的人生Vol.3 食べもの連鎖』（イキウメ） 2010年
- 『プランクトンの踊り場』（イキウメ） 2010年
- 『二人の高利貸しの21世紀』（作：岡田利規、脚色：前川知大） 2010年
- 『散歩する侵略者』（イキウメ） 2011年
- 『奇ッ怪 其ノ弍』（世田谷パブリックシアター） 2011年
- 『太陽』（イキウメ） 2011年
- 『墓場、女子高生』 （ベッド＆メイキングス）2012年
- 『ミッション』（イキウメ）2012年
- 『暗いところからやってくる』（KAAT神奈川芸術劇場）2012年
- 『The Liverary of Life まとめ*図書館的人生(上)』（イキウメ）2012年
- 『獣の柱　まとめ*図書館的人生(下)』（イキウメ）2013年
- 『片鱗』（イキウメ）2013年
- 『関数ドミノ』（イキウメ）2014年
- 『暗いところからやってくる』（KAAT神奈川芸術劇場）2014年
- 『新しい祝日』（イキウメ）2014年
- 『聖地 X』（イキウメ）2015年
- 『太陽』（イキウメ）2016年

### 映画
- 『踊る大捜査線 THE MOVIE3 ヤツらを解放せよ!』（2010年7月、東宝） - 伊藤亜里沙（記者）役
- 『踊る大捜査線 THE FINAL 新たなる希望』（2012年9月、東宝）

### テレビドラマ
- 金曜プレステージ 西村京太郎サスペンス 秋葉京介探偵事務所〜狙われた男〜（2012年9月14日、フジテレビ） - 早乙女刑事 役

### ナレーション
- TOKYO COPYWRITERS' STREET「津軽鉄道」「あの日小さく燃えていたもの」（2011年）

### CM
- 東芝 ラジオCM（2012年）

## 注
1. ↑  公式プロフィール。
2. ↑  伊勢佳世、岩本幸子 退団のお知らせ